# Пчелиште
Пчели́ште (болг. Пчелище) — село у Великотирновській області Болгарії. Входить до складу общини Велико-Тирново.

## Населення
За даними перепису населення 2011 року у селі проживали 539 осіб.
Національний склад населення села:
| Національність   | Кількість осіб | Відсоток |
| ---------------- | -------------- | -------- |
| болгари          | 460            | 94,1%    |
| турки            | 11             | 2,2%     |
| цигани           | 3              | 0,6%     |
| інша             | 4              | 0,8%     |
| не визначились   | 11             | 2,2%     |
| Всього відповіли | 489            |          |

Розподіл населення за віком у 2011 році:
Динаміка населення: